# Juan López (Wasserballspieler)
Juan López (* 17. Juli 1922 in Montevideo; † nach 1948) war ein uruguayischer Wasserballspieler.
López gehörte dem uruguayischen Aufgebot bei den Olympischen Sommerspielen 1948 in London an. Bei den Spielen in England war er Mitglied der Wasserballmannschaft und belegte mit dem Team nach zwei Niederlagen gegen Belgien (1:10) und die USA (0:7) den 13. Platz im von Italien gewonnenen olympischen Turnier.